# Savignia
Savignia là một chi nhện trong họ Linyphiidae.